# Naravoslovnotehniška fakulteta v Ljubljani
Naravoslovnotehniška fakulteta (kratica NTF) je fakulteta, ki je članica Univerze v Ljubljani.
Nastala je s preoblikovanjem oz. razdelitvijo Fakulteta za naravoslovje in tehnologijo (FNT) leta 1994/95, ko so se od nje osamovojile Fakulteta za matematiko in fiziko (FMF), Fakulteta za kemijo in kemijsko tehnologijo (FKKT) in Fakulteta za farmacijo (FFA), preostali oddelki FNT (za geologijo in montanistiko, metalurgijo in tekstilno tehnologijo), pa so se povezali v NTF. 
Trenutna dekanja je prof. dr. Urška Stanković Elesini.

## Organizacija
- Oddelek za geologijo
- Oddelek za geotehnologijo in rudarstvo
- Oddelek za materiale in metalurgijo
- Oddelek za tekstilstvo, grafiko in oblikovanje

## Nagrade in priznanja
- 2016: Valvasorjevo častno priznanje za sodelovanje pri projektu Muzejska pot Dotakni se! v Muzeju pošte in telekomunikacij, dislocirani enoti TMS - Urška Stanković Elesini, Raša Urbas, Matej Pivar (Katedra za interaktivno in grafično tehnologijo), Pia Anžel (študentka) ter Aksinja Kermauner (tiflopedagoginja)[1]
- 2019: Valvasorjevo častno priznanje za projekt Rekonstrukcija izgubljene makete Plečnikovega predloga za spomenik vojskovodji Janu Žižki v Pragi iz leta 1913, razstavljen v Plečnikovi hiši v Ljubljani na razstavi Plečnik in sveto - Anja Škerjanc (magistrska študentka) ter Matej Pivar (tehnični sodelavec), Tanja Nuša Kočevar (somentorica) in Helena Gabrijelčič Tomc (mentorica) - Oddelek za tekstilstvo, grafiko in oblikovanje[2]
- 2021: Valvasorjevo častno priznanje za interdisciplinarni projekt Kam je izginil postiljonov poštni rog? (Muzej pošte in telekomunikacij v Polhovem Gradcu) (kot del ekipe: Urška Stanković Elesini, Urška Vrabič Brodnjak, Jože Rugelj, Karin Košak, Jani Toroš, Polona Zupančič, David Kristan, Miha Hlede, Andreja Korošec, Eni Protić, Sara Pižmoht, Petra Rusjan, Katja Lipovšek, Ines Čeperlin)[3]